# Wyczyniec kolankowy
Wyczyniec kolankowy (Alopecurus geniculatus L.) – gatunek rośliny z rodziny wiechlinowatych. Jako gatunek rodzimy występuje w Europie, zachodniej Azji i północnej Afryce. Ponadto zawleczony do wschodniej Azji, Australii i Ameryki. W Polsce dość pospolity na niżu oraz na niższych stanowiskach w górach.

## Morfologia

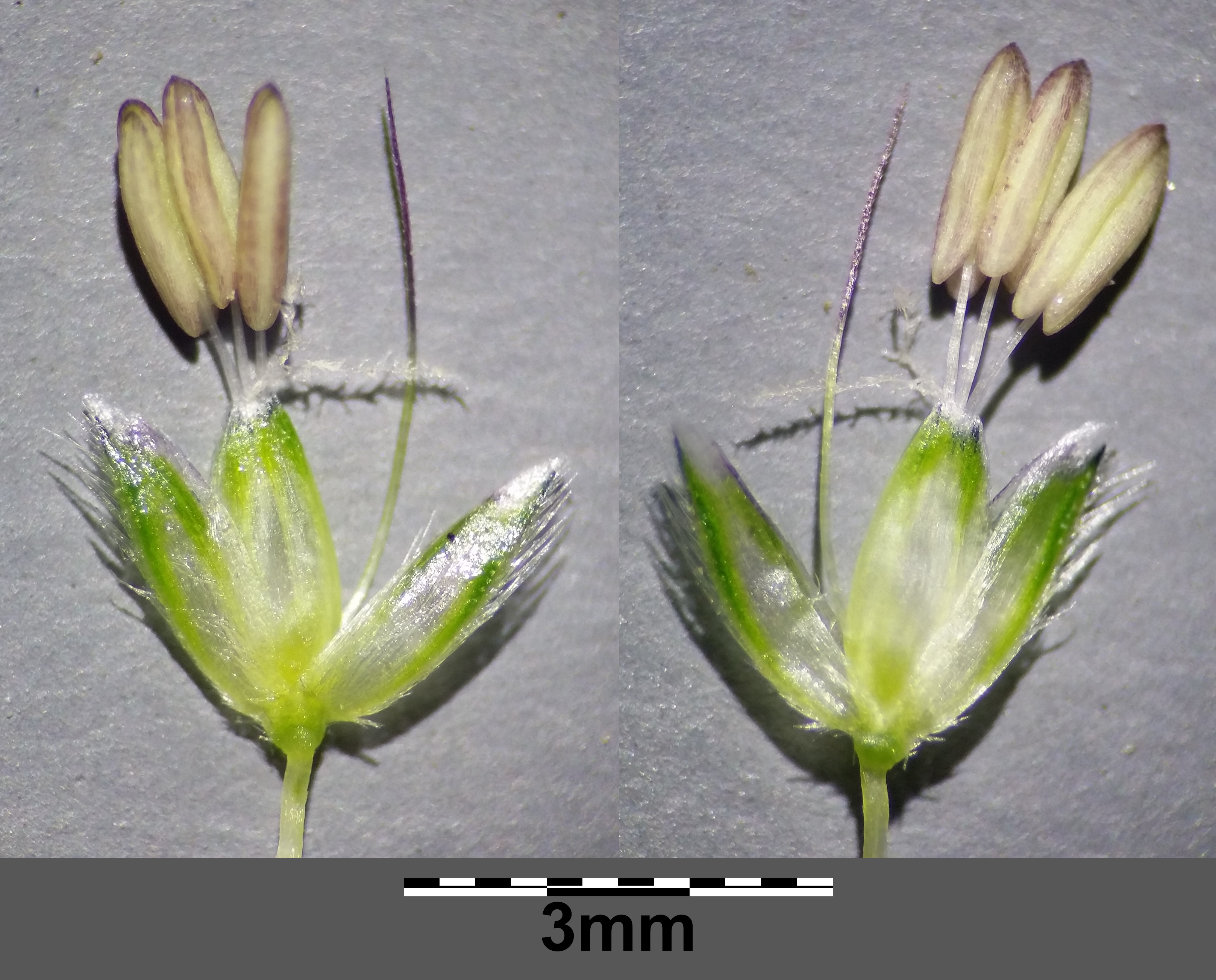
Kłoski

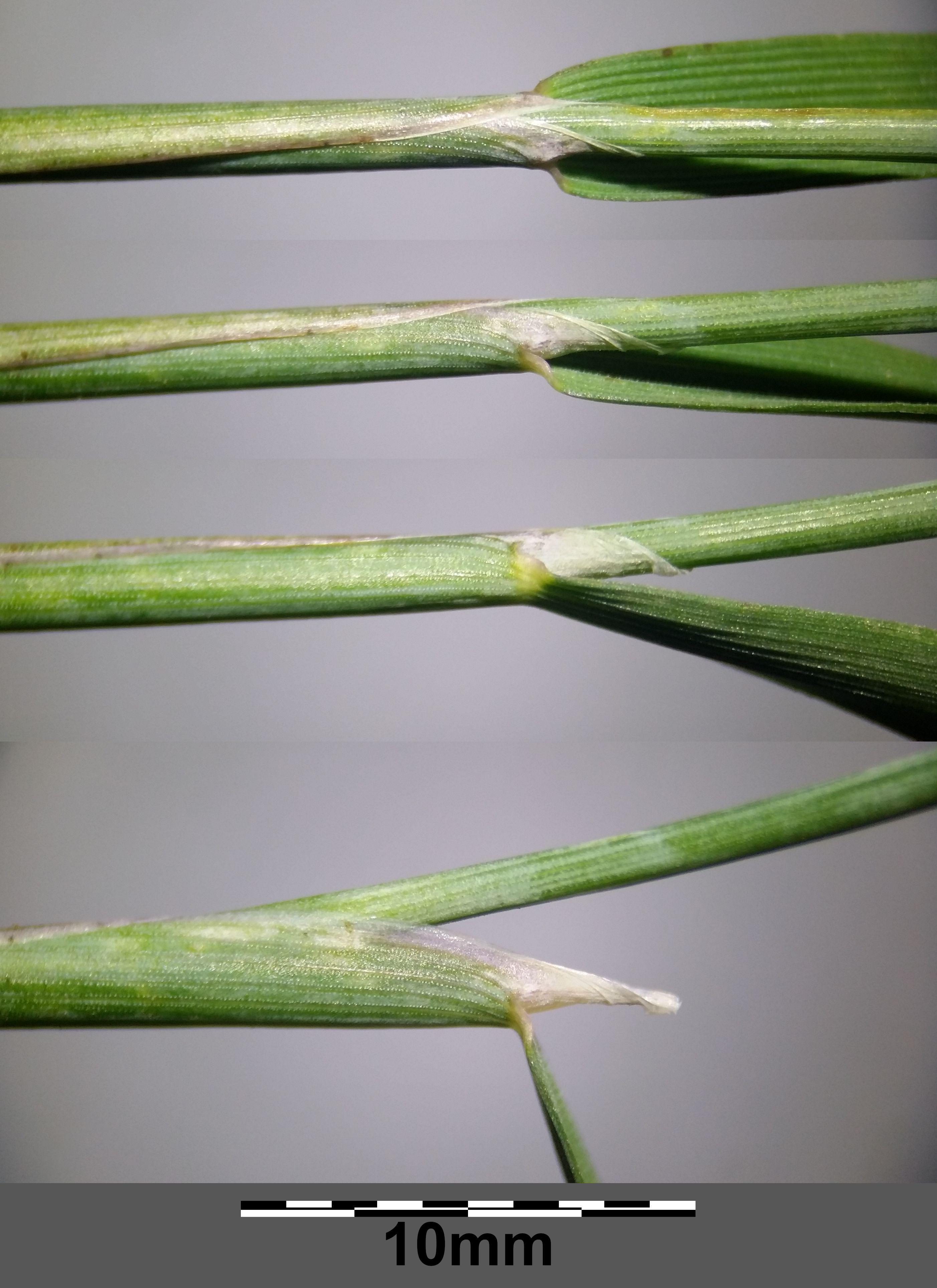
Nasada blaszki

ŁodygaPokładające i zakorzeniające się w kolankach źdźbło do 20 cm wysokości.
LiścieJęzyczek liściowy tępy, długości 3-4 mm.
KwiatyZebrane w kłoski długości 3 mm, te z kolei zebrane w wałkowatą, tępo ściętą na końcach wiechę grubości 4-7 mm. Plewy zrosłe w nasadzie, z rozchylonymi szczytami, owłosione lub orzęsione na grzbiecie. Plewka dolna oścista; ość dłuższa od niej, wystająca ponad kłosek o około 2 mm. Pylniki jasnożółte, po przekwitnieniu brunatne.

## Biologia i ekologia
Gatunek rośliny wieloletniej, ozimy, mogący się rozmnażać wegetatywnie z zimujących nadziemnych rozłogów. Przejawia dużą odporność na wydeptywanie. Wrażliwy na zacienienie. Preferuje stanowiska mokre i żyzne. W mulistych obniżeniach terenu, ze względu na długotrwałe podtopienie pozbawionych innej roślinności, może wraz z wyczyńcem czerwonożółtym i mietlicą rozłogową tworzyć luźne darnie. W traworoślach i turzycowiskach rozwijających się na siedliskach podmokłych grądów występuje regularnie ale w małej liczebności. W klasyfikacji zbiorowisk roślinnych gatunek uznawany za charakterystyczny dla muraw zalewowych ze związku Agropyro-Rumicion crispi oraz dla należącego do tego związku zespołu Ranunculo-Alopecuretum geniculati. Liczba chromosomów 2n=28. Kwitnie od maja do października.

## Zmienność
Wyróżnia się liczne odmiany i formy omawianego gatunku:
- A. g. var. natans Wahlenb. – zasiedla płytkie zbiorniki wodne, źdźbła pływające, wiotkie.
- A. g. var. microstachyus Uechtritz – kwiatostan z ciemnym nalotem, długości do 1,5 cm i szerokości maksymalnie 4 mm, blaszki liściowe szydlasto złożone, liść flagowy nieobecny lub bardzo zredukowany. Tworzy darnie z duża liczbą pędów wegetatywnych.
- A. g. var. tuberosus A. et G. – źdźbła z bulwkowatym zgrubieniem u podstawy.
- A. g. f. bracteatus Schube – liść flagowy bez pochwy liściowej, blaszka liściowa tuż pod wiechą.
- A. g. f. violaceus D.N. Christ. – plewy fioletowonabiegłe.
- A. g. f. robustior Hack. – kwiatostan klapowany.
- A. g. f. radicans P. Junge – źdźbła pokładające się, mogące zakorzeniać się w dolnych węzłach.

Wyczyniec kolankowy może tworzyć mieszańce z wyczyńcem łąkowym oraz wyczyńcem czerwonożółtym.